# Metriocnemus oeklandi
Metriocnemus oeklandi är en tvåvingeart som först beskrevs av Jean-Jacques Kieffer 1922.  Metriocnemus oeklandi ingår i släktet Metriocnemus och familjen fjädermyggor. Inga underarter finns listade i Catalogue of Life.